# Jos Geukers
Josephus Johannes Gerardus Maria (Jos) Geukers (21 april 1954) is een Nederlands politicus van het CDA.
Hij is in 1978 aan de Vrije Universiteit Amsterdam afgestudeerd in de rechten. Na vervulling van zijn militaire dienstplicht aan de KMA te Breda startte hij in 1980 zijn carrière als beleidsmedewerker Interne Markt van het Ministerie van Economische Zaken, vanaf 1983 als afdelingshoofd Interne Markt. In 1986 werd Geukers directeur van de regio Breda van het Regionaal Werkgelegenheids Instituut (REWIN), daarna was hij vanaf 1989 secretaris van het Streekgewest Oostelijk Zuid-Limburg en in 1994 ging hij werken bij de Vereniging van Nederlandse Gemeenten (VNG) waar hij onder meer  hoofd algemene en juridische zaken was.
Van 1997 tot 2002 was Geukers hoofd politieke zaken bij het NOC*NSF en in april 2002 werd hij permanent vertegenwoordiger in Den Haag voor de Alliantie Zuid-Nederland (samenwerking van de provincies Noord-Brabant, Limburg en Zeeland). Sinds maart 2006 is Geukers de burgemeester van de Gelderse gemeente Westervoort waarmee hij in de voetsporen trad van zijn vader. In de zomer van 2009 werd hij daarnaast voorzitter van de Koninklijke Nederlandse Gymnastiek Unie (KNGU).
In maart 2013 komt er op zijn eigen verzoek een einde aan zijn burgemeesterschap waarna Annelies van der Kolk benoemd werd tot waarnemend burgemeester van Westervoort.